# Victoria Typ 115

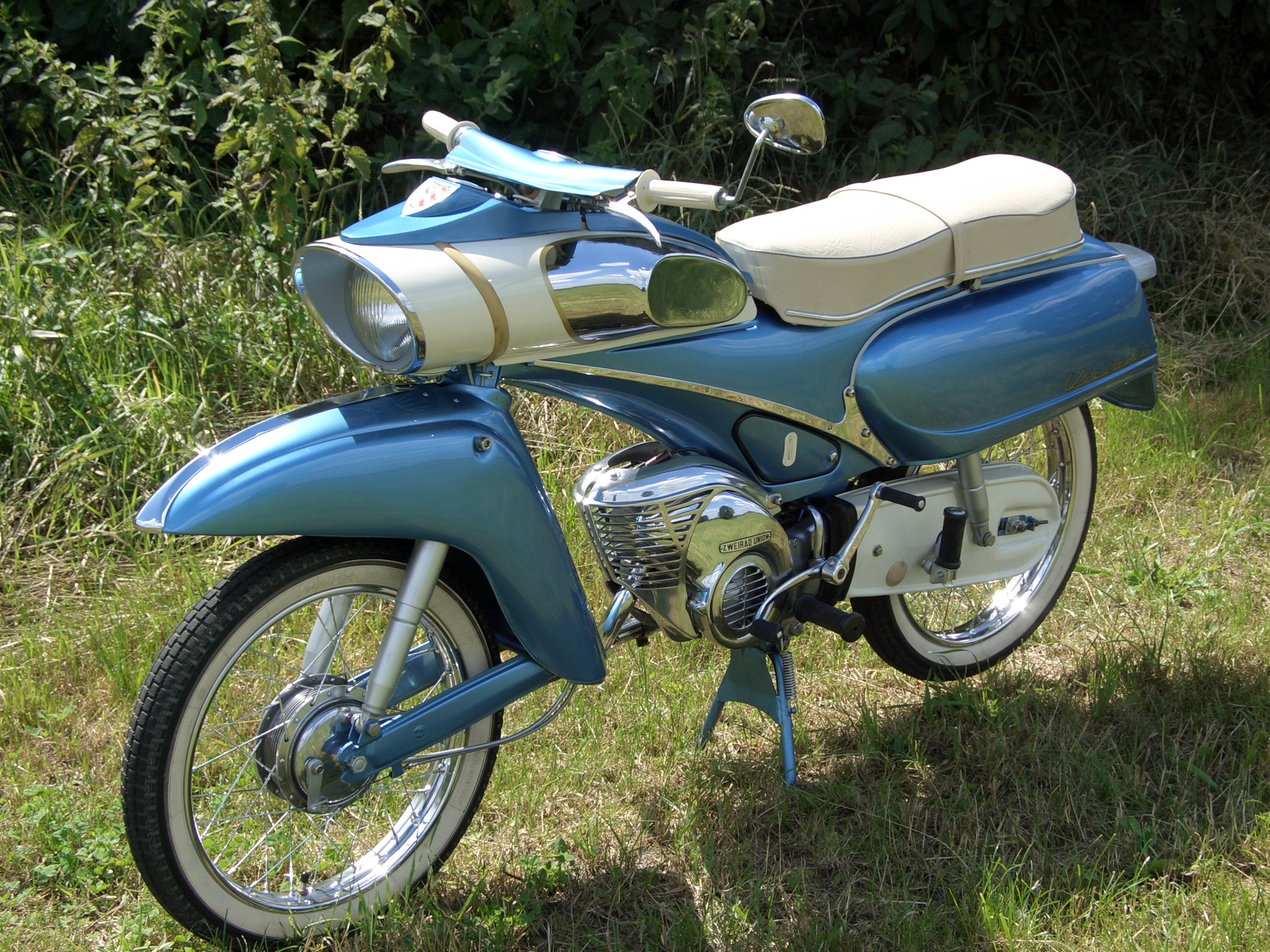
Die legendäre „Blechbanane“

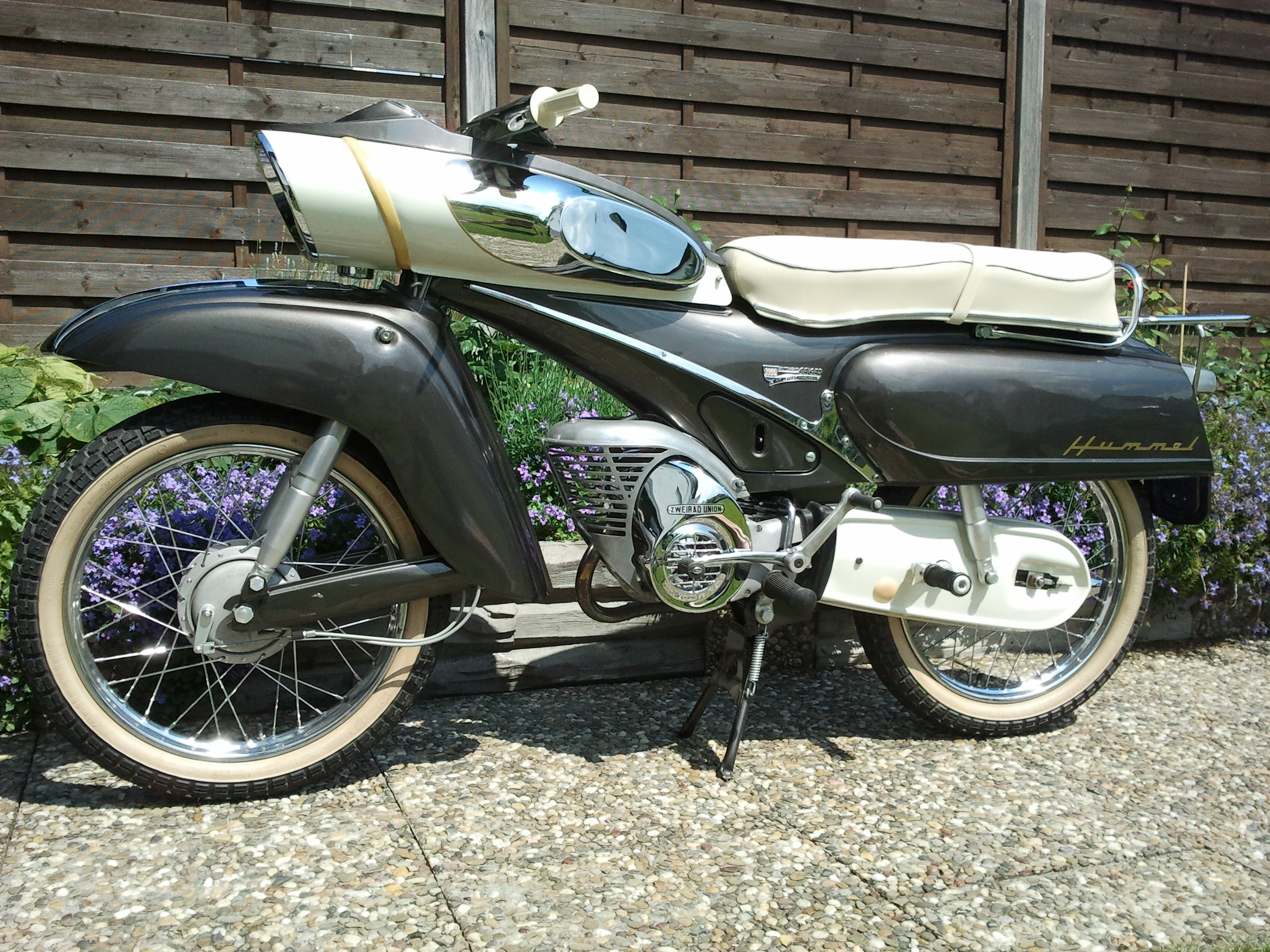
DKW Hummel Typ 115 in der bei dieser Version gebräuchlichen Farbe „fischsilberanthrazit“

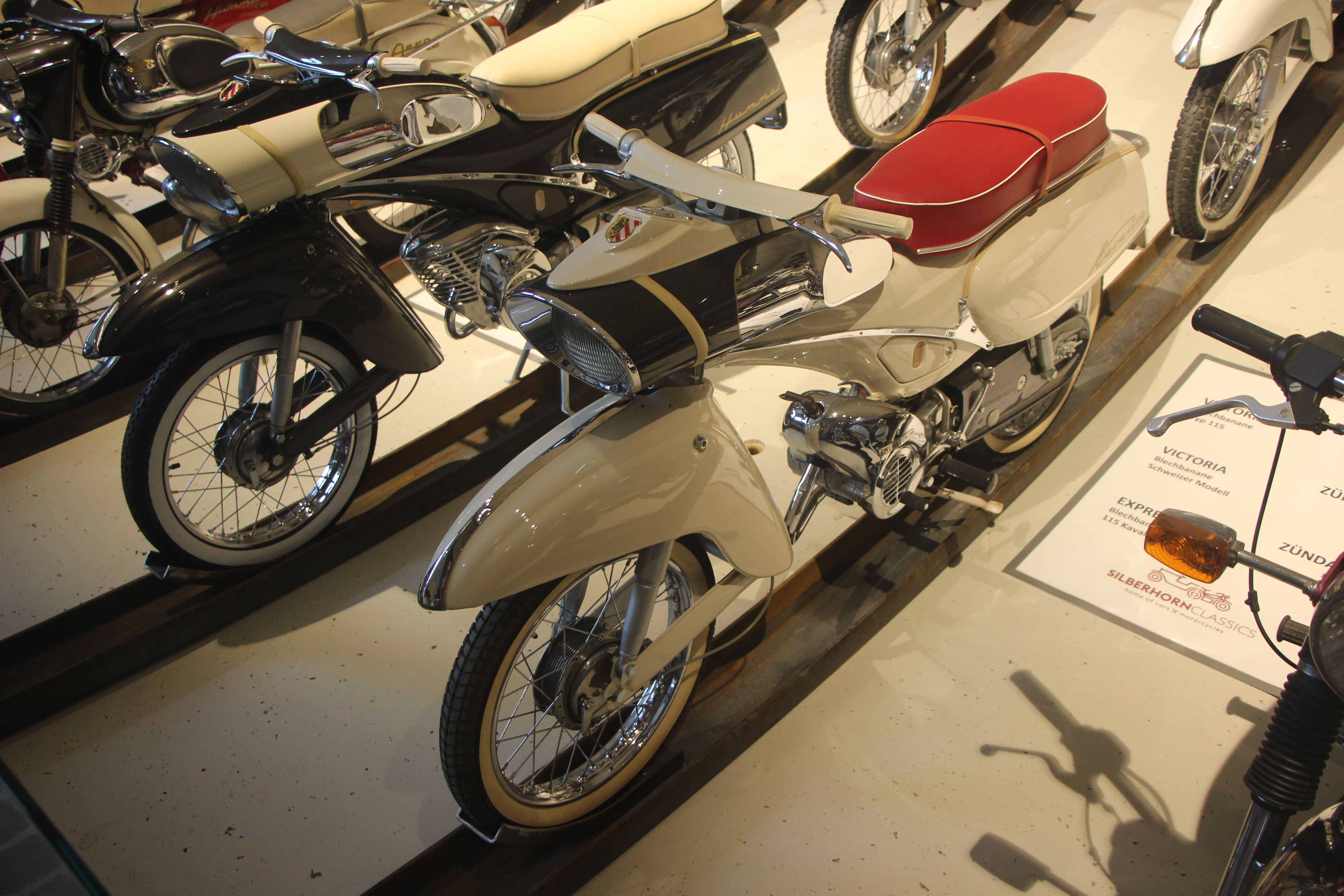
Beige Express Kavalier 115, Silberhorn Classics

Die Victoria Typ 115 ist ein Mokick der Zweirad Union AG Nürnberg, das von 1961 bis 1965 gebaut wurde.
Das Mokick wurde unter allen drei Markennamen der Zweirad Union von 1960 bis 1966 vertrieben. So gab es baugleiche Modelle von DKW mit dem Namen „DKW Hummel 115“,  von Victoria als „Victoria 115“ und von den Express Werken AG. als „Express 115“. Von allen drei Marken wurde außerdem die Variante „Kavalier 115“ angeboten. Unterschiede gab es lediglich in der Farbe der Karosserie und der Sitzbank.
Die Farbgebung der verschiedenen Vertreiber ist wie folgt:
- DKW: Fischsilberanthrazit, Tank Creme; Sitzbank weiß
- Victoria: Fischsilberblau, Tank Creme; Sitzbank weiß
- Express: Saharabeige, Tank Creme; Sitzbank weiß
- Kavalier: Perlweiß, Tank Braun; Sitzbank rot

Wegen der ungewöhnlichen, auf einer DKW-Studie der 1950er-Jahre beruhenden sogenannten „neuen Linie“ des Mokicks wurde es zum Flop. Außerdem war auch die extreme Wartungs- und Reparaturunfreundlichkeit des Modells ein Grund dafür, dass das Mokick schnell bei der Bevölkerung verschrien war. Beispielsweise musste für das Einstellen und Kontrollieren von Zündung und Unterbrecherkontakten ein erheblicher Aufwand (vor allem im Vergleich zu anderen, zu dieser Zeit angebotenen Mokicks) betrieben werden, da diese unter mehreren Verkleidungen verborgen liegen. Sogar das Auswechseln der Zündkerze war ohne umfangreiches Werkzeug unterwegs nicht möglich. Zum Einstellen der Schaltung musste schließlich der gesamte Motorblock vom Rahmen gelöst werden.
Von der Bevölkerung bekam das Mokick wegen des gebogenen Rahmens und des Tanks den Spitznamen „Blechbanane“.

## Kleinkraftrad
Das Modell 115 wurde auch als Modell 155 unter allen drei Markennamen produziert. Äußerlich unterschied sich dieses nicht von dem Modell 115, doch es hatte Fernlicht, eine elektrische Schnarre, baujahrabhängig 3,7 bzw. 4,2 PS und war für 70 bzw. 75 km/h zugelassen.

## Technische Daten
| DKW Hummel 115            | Daten                                     |
| ------------------------- | ----------------------------------------- |
| Motor:                    | Einzylinder Zweitakt-Blockmotor           |
| Hubraum:                  | 48 cm³                                    |
| Leistung :                | 1,47 kW (2 PS) bei 4950/min               |
| Bohrung × Hub:            | 40 mm × 39 mm                             |
| Verdichtung:              | 1:7,5                                     |
| Höchstgeschwindigkeit:    | 40 km/h                                   |
| Kühlung:                  | Luftkühlung durch Gebläse                 |
| Zündung:                  | Schwungrad-Lichtmagnetzünder 17 W         |
| Kupplung:                 | 3-Lamellenkupplung in Öl laufend          |
| Getriebe:                 | 3-Gang-Fußschaltung mit Kickstarter       |
| Rahmen:                   | Stahlpressrahmen                          |
| Räder:                    | Speichenräder, verchromte Stahlfelgen 16" |
| Reifen:                   | Weißwandbereifung 20 × 2.75               |
| Licht:                    | 15 W dauerabgeblendet                     |
| Normverbrauch*:           | 1,6 l/100 km (Gemisch 1 : 25)             |
| Tank:                     | verchromter Kraftstoffbehälter 6,5 l      |
| Sitzplätze:               | 2                                         |
| Bremsen:                  | Leichtmetall-Vollnabenbremsen Ø 120 mm    |
| größte Länge:             | 1900 mm                                   |
| größte Höhe:              | 1245 mm                                   |
| Eigengewicht:             | 74 kg                                     |
| zulässiges Gesamtgewicht: | 225 kg                                    |
| Fahrwerk vorn:            | Langschwinge, Federbeine                  |
| Fahrwerk hinten:          | Schwinge, Federbeine                      |

* Der „Normverbrauch“ nach DIN 70030 wurde mit gleichbleibend Dreiviertel der Höchstgeschwindigkeit (hier 30 km/h) auf ebener Strecke ermittelt.